# Aeroporto Capitán Oriel Lea Plaza
Aeroporto Capitán Oriel Lea Plaza (IATA: TJA, ICAO: SLTJ) é um aeroporto que serve a cidade de Tarija, na Bolívia.

## Linhas Aéreas e destinos
- Aerocon
  - Santa Cruz de la Sierra / Aeroporto El Trompillo
  - Trinidad / Aeroporto Teniente Jorge Henrich Arauz

- Boliviana de Aviación
  - Cochabamba / Aeroporto Internacional de Cochabamba
  - Santa Cruz de la Sierra / Aeroporto Internacional Viru Viru.

- Transporte Aéreo Militar
  - Cochabamba / Aeroporto Internacional de Cochabamba
  - Sucre / Aeroporto Juana Azurduy de Padilla
  - Santa Cruz de la Sierra / Aeroporto El Trompillo - Aeroporto Internacional Viru Viru.
  - Yacuiba / Aeroporto de Yacuiba